# Frank Farina
Frank Farina OAM (* 5. September 1964 in Darwin) ist ein australischer Fußballtrainer und ehemaliger Fußballspieler. In seiner Laufbahn als Fußballspieler war er in Australien, Belgien, Frankreich und Italien aktiv.

## Karriere
Für die australische Fußballnationalmannschaft absolvierte Frank Farina zwischen 1984 und 1995 37 A-Länderspiele, in denen er zehn Treffer erzielte. Nach sieben Jahren als Profi in Europa wechselte er 1995 zurück in seine Heimat und übernahm die Brisbane Strikers als Spielertrainer. 1997 wurde er Trainer des Jahres in Australien.
Am 13. August 1999 wurde er Nationaltrainer. Mit seiner Mannschaft verpasste er die Qualifikation zur Fußball-Weltmeisterschaft 2002 in Südkorea und Japan, trotzdem wurde sein Vertrag verlängert. Da bis auf wenige Ausnahmen alle Spieler in Europa bei unterschiedlichen Vereinen, vorwiegend in der englischen Premier League ihr Geld verdienen, zog Farina 2005 von Australien in die britische Hauptstadt London. Am 29. Juni 2005 trat er von seinem Amt als Nationaltrainer zurück.
Vom 15. November 2006 bis Mitte Oktober 2009 trainierte er Queensland Roar (seit 2009 Brisbane Roar). Nachdem er wiederholt wegen Trunkenheit am Steuer aufgefallen war, wurde er fristlos entlassen. In den Jahren 2011 und 2012 betreute er als Nationaltrainer mehrfach die papua-neuguineischen Fußballnationalmannschaft. Ende November 2012 wurde er als Nachfolger von Ian Crook als Trainer beim Sydney FC vorgestellt, bei dem er im April 2014 entlassen wurde.
Im Dezember 2015 übernahm Farina das Amt des Nationaltrainers von Fidschi, nachdem er im Jahr zuvor bereits die U-20-Mannschaft des Landes als Technischer Leiter betreute und im Jahr 2015 zur Vorbereitung auf die U-20 WM in Neuseeland auch die Rolle des Trainers übernahm.